# بیضه
بِیضه، خایه، تُخم، خاگ، گُن، دُنبَلان (به فرانسوی: Testicule) غده‌ای جنسی و بخشی از اندام جنسی است که در همهٔ پستانداران نر وجود دارد (معمولا زیر پنیس) و همانند اندام همساخت خود یعنی تخمدان (در ماده‌ها) دارای دو وظیفه یعنی ساخت و تولید اسپرم (گامت نر) و ترشح هورمون‌های درون‌ریز به ویژه تستوسترون است. این اندام دارای لوله‌های پیچ‌خوردهٔ فراوانی است که لولهٔ منی‌ساز نام دارند و اسپرم‌سازی درون این لوله‌ها انجام می‌شود. سپس اسپرم‌های تولیدشده به لولهٔ دیگری در پشت بیضه که اپیدیدیم نام دارند منتقل و در آنجا ذخیره می‌شوند. اپیدیدیم به صورت هلالی و در پشت بیضه‌ها قرار دارد.
دو هورمون دیگر بیضه نیز به نام‌های دی‌هیدروتستوسترون و اندرستن دیون می‌باشد. هر دو عمل یادشده به وسیلهٔ تحریک و کنترل هیپوفیز پیشین صورت می‌پذیرد. هورمون لوتئینه‌کننده (LH) باعث تولید تستوسترون شده و هورمون محرکه فولیکولی (FSH) برای اسپرم‌زایی لازم است. زمانی که در آزمایش‌های هورمونی مقدار LH و FSH بالاتر از میزان طبیعی باشد به معنی نارسایی بیضه می‌باشد که در غالب موارد قابل‌درمان نیست.
نرها دو بیضه با اندازه همانند دارند که در داخل کیسه بیضه (اسکرتوم) قرار دارند که امتداد دیواره شکمی است. نامتقارنی کیسه بیضه، که در آن یک بیضه بیشتر از آن دیگری به پایین امتداد می‌یابد، شایع است. این به دلیل تفاوت در کالبدشناسی رگ‌ها است. برای ۸۵٪ از مردان، بیضه‌ی راست پایین‌تر از آن یکی چپی به پایین‌تر آویزان است.

## ریشه‌شناسی
بیضه واژه‌ای عربی است، خایه واژه‌ای از ریشهٔ ایرانی است و هر دو کلاً به معنی تخم است. خایه از پارسی میانه خایَگ (به پارسی میانه: 𐭤𐭠𐭩𐭪، آوانگاری: xāyag) است که از ریشهٔ پیش-ایرانی- هندی -āwja-(ka)* به معنای «تخم ماکیان» یا «خایهٔ آدمی» است (هم‌ریشه با هیک در کردی (به کردی: هێک، hêk)؛ هاک در زازاکی 
(به زازاکی: hak) خا در کردی کلهری، لکی و لری (به لکی: خا، xā)(به لری: خا، xā)؛ هَیک در بلوچی
(به بلوچی: ہیک، hayk)؛ آیْک در آسی 
(به آسی: айк، ajk)؛ آئیم در اوستایی (به اوستایی: 𐬀𐬉𐬨، آوانگاری: aēm)؛ خوته (به پشتو: خوټه، xwëṭa) به معنای خایهٔ آدمی یا هَگَیْ در پشتو (به پشتو: هګۍ، hëgëy) به معنای تخم ماکیان). همین ریشه در پیش-هندو-اروپایی (PIE) به گونه h₂ōwyóm* (همریشه با دْزُوْ در ارمنی (به ارمنی: ձու، ju) اِگ در انگلیسی(به انگلیسی: egg)؛ اوْوُ در ایتالیایی (به ایتالیایی: uovo)؛ اُوْوُم در لاتین (به لاتین: ovum)؛ اُیْوُن در یونانی باستان 
(به یونانی کهن: ᾠόν، ōión) و ییتْسو در روسی (به روسی: яйцо́، آوانگاری: jajcó)) دیده می‌شود. واژهٔ مذکور خایه در فارسی به صورت وام‌واژه در زبان‌های پیرامونش بکارگرفته می‌شود مانند زبان‌های ترکی آذری جمهوری آذربایجان که آن را خایا (به ترکی آذربایجانی: Xaya) و در ترکی استانبولی ترکیه آن را هایا (به ترکی استانبولی: haya) می‌گویند.
در ترکی آذربایجانی ایران، لغت «داشاق» به کار می‌رود.

## اندازه و اندازه‌گیری
اندازۀ بیضۀ انسان مانند دیگر بخش‌های بدن (مانند اندازه پنیس) در هر شخص متفاوت است، ولی اندازه بزرگی آن تأثیر کم یا هیچ بر سلامتی دارد. درازای متوسط یک بیضه نرمال بین ۴٫۵ – ۵٫۵ سانتی‌متر است و پهنای آن ۲٫۱ تا ۳٫۵ سانتی‌متر است. بیضه‌هایی که درازاشان کمتر از ۳٫۵ سانتی‌متر باشد، «کوچک» در نظر گرفته می‌شوند. به دلیل این که اسپرم در بیضه تولید می‌شود، ابعاد بیضه حدوداً ۴×۳×۲ سانتی‌متر است. در صورت داشتن بیضه کوچک، احتمال این بیشتر است که اسپرم‌سازی کمتر از حد متوسط باشد و این احتمال ناباروری را بالاتر می‌برد. گرچه بیضه‌ها با سرعت یکسان رشد می‌کنند، ولی ممکن است یکی از آن‌ها کمی بزرگتر و درازتر از دیگری رشد کند، همچنین به‌طور معمول یکی از بیضه‌ها کمی پایین‌تر از آن دیگری جای می‌گیرد.
اندازه کافی بیضه برای عملکرد طبیعی جنسی ضروری است. اسپرم‌زایی بسیار به اندازه بیضه‌ها بستگی دارد. اندازه نرمال بیضه سالم پس از بلوغ در این تصاویر نشان داده شده است (بیضی مشکی) و برای مقایسه کوچک‌ترین اندازه در محدوده نرمال بیضه نشان داده شده است (بیضی سفید، ۴ سانتی‌متر) اندازه‌های کمتر از این، بیضه کوچک به‌شمار می‌رود. اندازه این بیضه راست ۵×۳ و این بیضه چپ ۵٬۲×۳٬۱ که کمی بزرگ‌تر است. محدوده طبیعی طول بیضه به‌طور میانگین حدود ۴ تا ۷ سانتی‌متر است. پوست کیسه بیضه با احتیاط به قدری کشیده و نازک می‌شود که سطح بیضه‌ها را می‌توان از طریق آن مشاهده کرد و فولیکول‌های مو (دانه‌های برجسته) دیده شود و سپس اندازه گرفت یا خود معاینه کرد.
مانند پنیس، رقابت اسپرم باعث شده است که اندازه تستیکول‌های انسان از طریق گزینش جنسی فرگشت کند. این بدان معنی است که بیضه‌های بزرگ نمونه ای از سازگاری انتخاب شده از نظر جنسی اند یعنی انتخاب جنسی زنان و مادرسالاری در طول تاریخ انسان باعث سازگار شدن مردان با تستیکول‌ها و پنیس‌های بزرگ‌تر و به دست آوردن این چنین بیضه‌ها و آلتی شده است. بیضه‌های انسان در همسنجی با دیگر جانوران مانند گوریل‌ها و شامپانزه‌ها (برخلاف اندازه آلت) اندازه متوسطی دارند. بیضه‌های بزرگ به دلیل توانایی آن‌ها در تولید انزال (منی) بزرگتر در رقابت اسپرم مفید هستند. پژوهش‌ها نشان داده است که میان شمار اسپرم بیرون ریخته شده و اندازه بیضه‌ها همبستگی و ارتباط مثبت وجود دارد. همچنین نشان داده شده است که بیضه‌های بزرگ‌تر کیفیت اسپرم بالاتر را پیش‌گویی می‌کنند، از جمله تعداد بیشتر اسپرم متحرک و تحرک بالاتر اسپرم.

## دمای بیضه
دمای بیضه‌ها در حدود ۳ درجه از دمای عمومی بدن (۳۷) پایین‌تر است. در روی کیسهٔ بیضه‌ها ماهیچه‌های صاف قرار دارند که به صورت غیرارادی عمل می‌کنند و هنگامی که دمای بیضه‌ها از حد معمول پایین‌تر برود، منقبض می‌شوند و باعث می‌شوند تا بیضه‌ها به زیر شکم نزدیک شوند و گرم‌تر شوند. وقتی هم که دمای بیضه‌ها از حد معمول بالاتر برود، این ماهیچه‌ها منبسط می‌شوند و بیضه‌ها از شکم فاصله می‌گیرند تا خنک‌تر شوند و شرایط برای اسپرم‌سازی مهیا شود.
بیضه بخش عمده‌ای از هورمون‌های جنسی مردانه مانند تستوسترون را نیز ترشح می‌کند.

## اسپرم‌زایی
هر بیضه حاوی لوله‌های منی‌ساز است که اسپرم می‌سازند. اسپرم در اپیدیدیم (یک لولهٔ پیچ‌درپیچ که پشت هر بیضه قرار دارد)، نگهداری می‌شود. یک لوله دیگر به نام وازِ دفران، هر اپیدیدیم را به یک مجرای انزالی وصل می‌کند که این مجرا خود به میزراه وصل می‌شود.
سه غده (یک جفت غدهٔ ساخت منی و غدهٔ پروستات)، مایعاتی را ترشح می‌کنند که وظیفهٔ انتقال و تغذیهٔ اسپرم را بر عهده دارند؛ این ترشحات همراه اسپرم، مایعی به نام مایع منی را تشکیل می‌دهند. در طول فعالیت جنسی، بافت نعوظی آلت تناسلی، پُرخون شده، آلت تناسلی را دراز و سفت می‌کند. در هنگام ارگاسم، انقباض‌های ماهیچه‌ای مایع منی را از طریق واز دفران به طرف میزراه و خارج از آلت تناسلی می‌رانند.

## نگارخانه

انیمیشن کوچ اسپرماتوزون‌ها از خاستگاه شان به عنوان سلول‌های زایا به خروجی شان از واز دفران. A) رگ‌های خونی؛ B) سر اپیدیدیم؛ C) دوکتول‌های افرنت وابران؛ D) توبول‌های سمینیفروس؛ E) آهیانه لامینای تونیکا واژینالیس؛ F) ویزکرال لامینای تونیکا واژینالیس؛ G) حفره تونیکا واژینالیس؛ H) تونیکا آلبوگینئا؛ I) لبول تستیکول؛ J) دم اپیدیدیم؛ K) تنه اپیدیدیم؛ L) مدیاستینوم تستیکول؛ M) واز دفران.
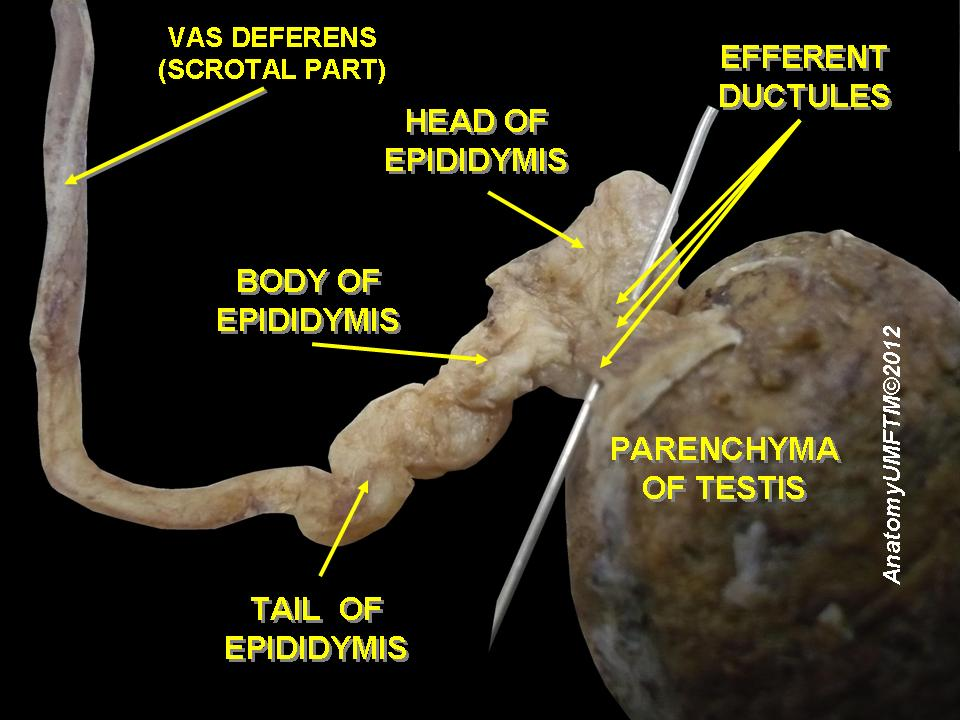
بیضه
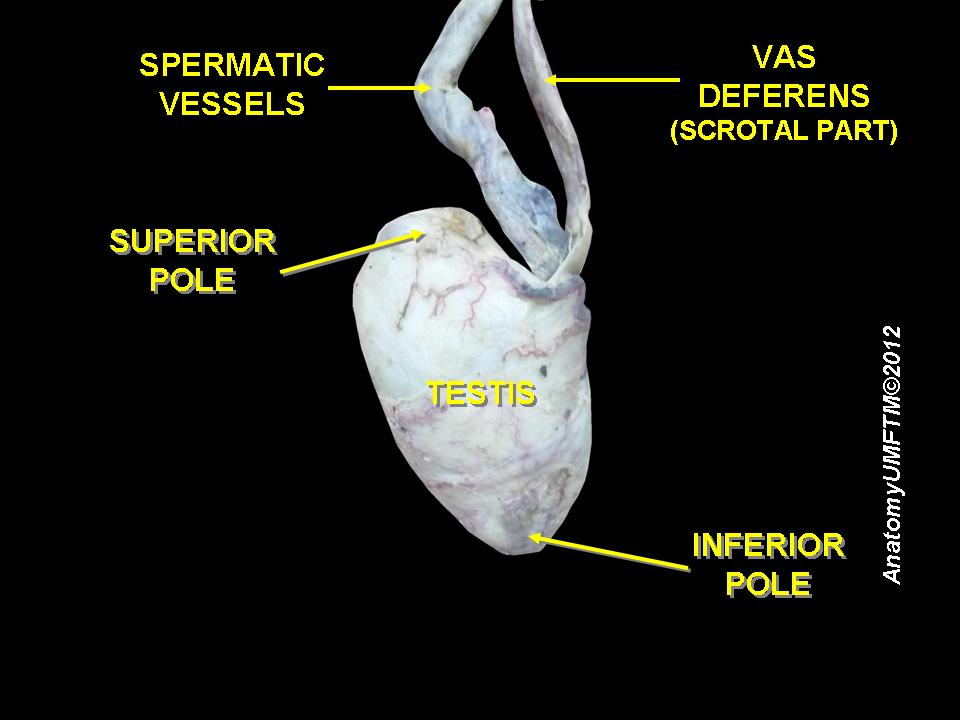
بیضه
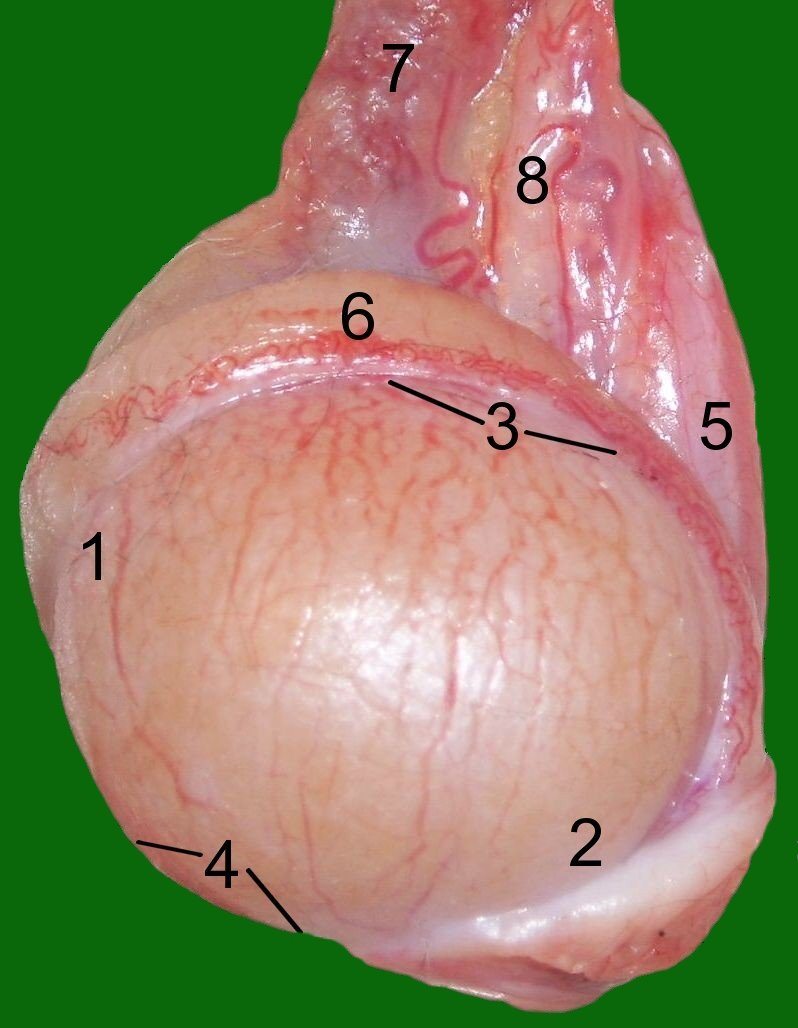
بیضۀ یک گربه: 1: Extremitas capitata, 2: Extremitas caudata, 3: Margo epididymalis, 4: Margo liber, 5: Mesorchium, ۶: اپیدیدیم،  7: testicular artery and vene, 8: Ductus deferens
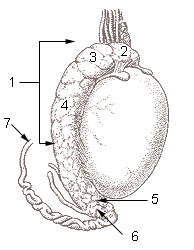
رویهٔ بیضه
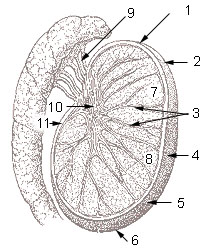
برش کنار بیضه‌ها
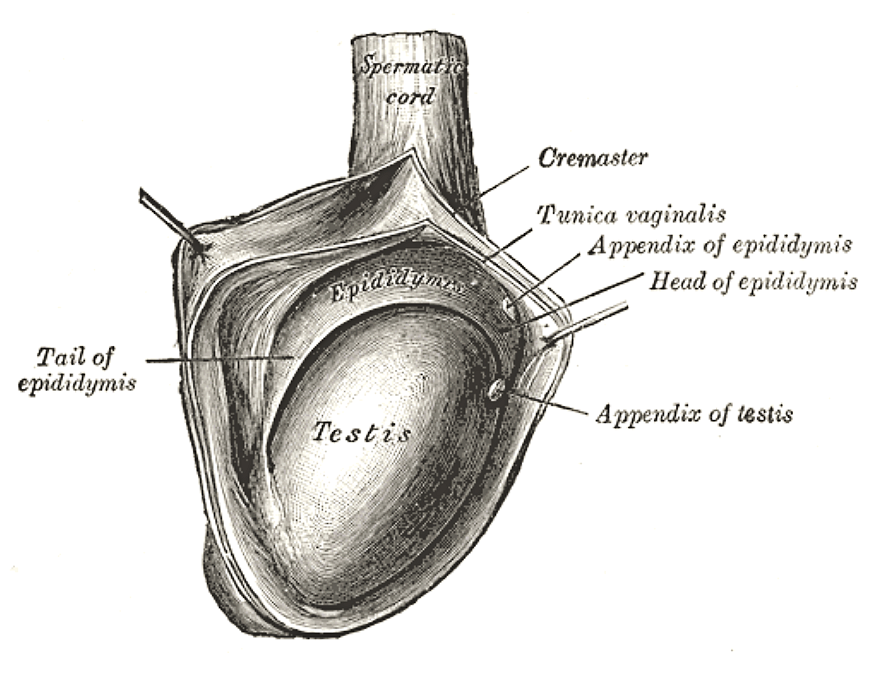
بیضۀ راست با باز گذاشتن نیام‌شامه نمایان می‌شود.
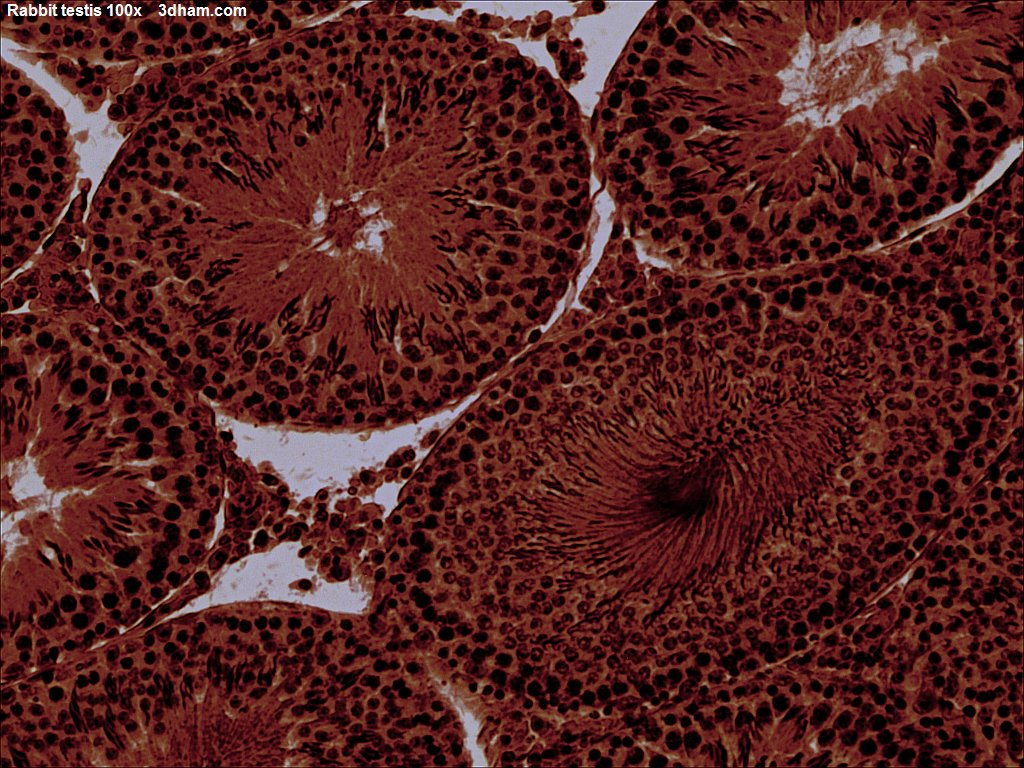
نمای میکروسکوپیک خایه‌های خرگوش ۱۰۰×
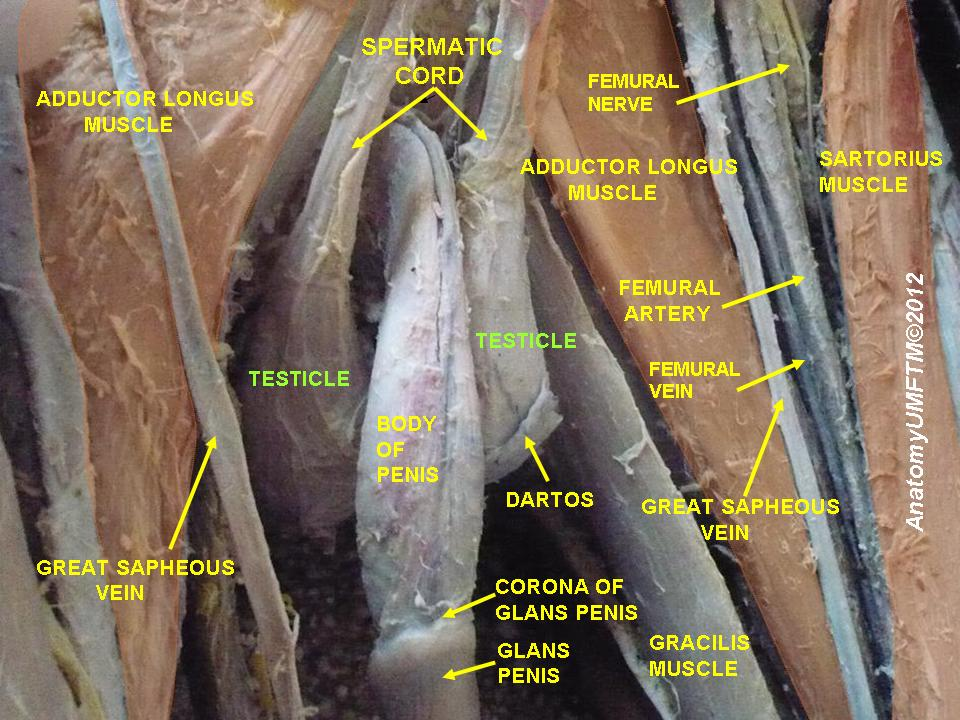
تستیکول